# Kabinett Spadolini II
Das Kabinett Spadolini II regierte Italien vom 23. August 1982 bis zum 1. Dezember 1982. Verglichen mit dem davor amtierenden Kabinett Spadolini I, das wegen einer Abstimmungsniederlage im Parlament zurückgetreten war, blieb es bis auf einen Staatssekretärsposten unverändert, weswegen es auch als governo fotocopia bezeichnet wurde. Die Regierung von Ministerpräsident Giovanni Spadolini stützte sich weiterhin auf eine Fünf-Parteien-Koalition (Pentapartito) bestehend aus Christdemokraten  (DC),  Sozialisten (PSI), Sozialdemokraten (PSDI), Republikanern (PRI) und Liberalen (PLI). Die Regierung endete Ende 1982 wegen eines Koalitionsstreites, insbesondere zwischen dem Sozialisten Rino Formica und dem Christdemokraten Beniamino Andreatta, um die Unabhängigkeit der italienischen Zentralbank Banca d’Italia. Im folgenden Kabinett Fanfani V erhielt keiner der beiden einen Ministerposten.

## Kabinettsliste

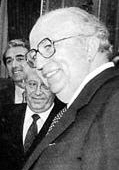
Giovanni Spadolini

| Ministerien                    | Name                 | Partei |
| ------------------------------ | -------------------- | ------ |
| Ministerpräsident              | Giovanni Spadolini   | PRI    |
| Äußeres                        | Emilio Colombo       | DC     |
| Inneres                        | Virginio Rognoni     | DC     |
| Justiz                         | Clelio Darida        | DC     |
| Verteidigung                   | Lelo Lagorio         | PSI    |
| Haushalt                       | Giorgio La Malfa     | PRI    |
| Finanzen                       | Rino Formica         | PSI    |
| Schatz                         | Beniamino Andreatta  | DC     |
| Staatsbeteiligungen            | Gianni De Michelis   | PSI    |
| Landwirtschaft                 | Giuseppe Bartolomei  | DC     |
| Öffentliche Arbeiten           | Franco Nicolazzi     | PSDI   |
| Verkehr                        | Vincenzo Balzamo     | PSI    |
| Handelsmarine                  | Calogero Mannino     | DC     |
| Industrie                      | Giovanni Marcora     | DC     |
| Außenhandel                    | Nicola Capria        | PSI    |
| Post                           | Remo Gaspari         | DC     |
| Gesundheit                     | Renato Altissimo     | PLI    |
| Arbeit und Soziales            | Michele Di Giesi     | PSDI   |
| Kulturgüter und Umwelt         | Vincenzo Scotti      | DC     |
| Bildung                        | Guido Bodrato        | DC     |
| Tourismus und Veranstaltungen  | Nicola Signorello    | DC     |
| Minister ohne Geschäftsbereich | Name                 | Partei |
| Regionen                       | Aldo Aniasi          | PSI    |
| Forschung                      | Giancarlo Tesini     | DC     |
| Europapolitik                  | Lucio Abis           | DC     |
| Zivilschutz                    | Giuseppe Zamberletti | DC     |
| Verwaltung                     | Dante Schietroma     | PSDI   |
| Süditalien                     | Claudio Signorile    | PSI    |
| Beziehungen zum Parlament      | Luciano Radi         | DC     |